# 劳罗
劳罗（義大利語：Lauro），是意大利阿韦利诺省的一个市镇。总面积11.1平方公里，人口3636人，人口密度327.6人/平方公里（2009年）。ISTAT代码为064043。